# Spijlbout

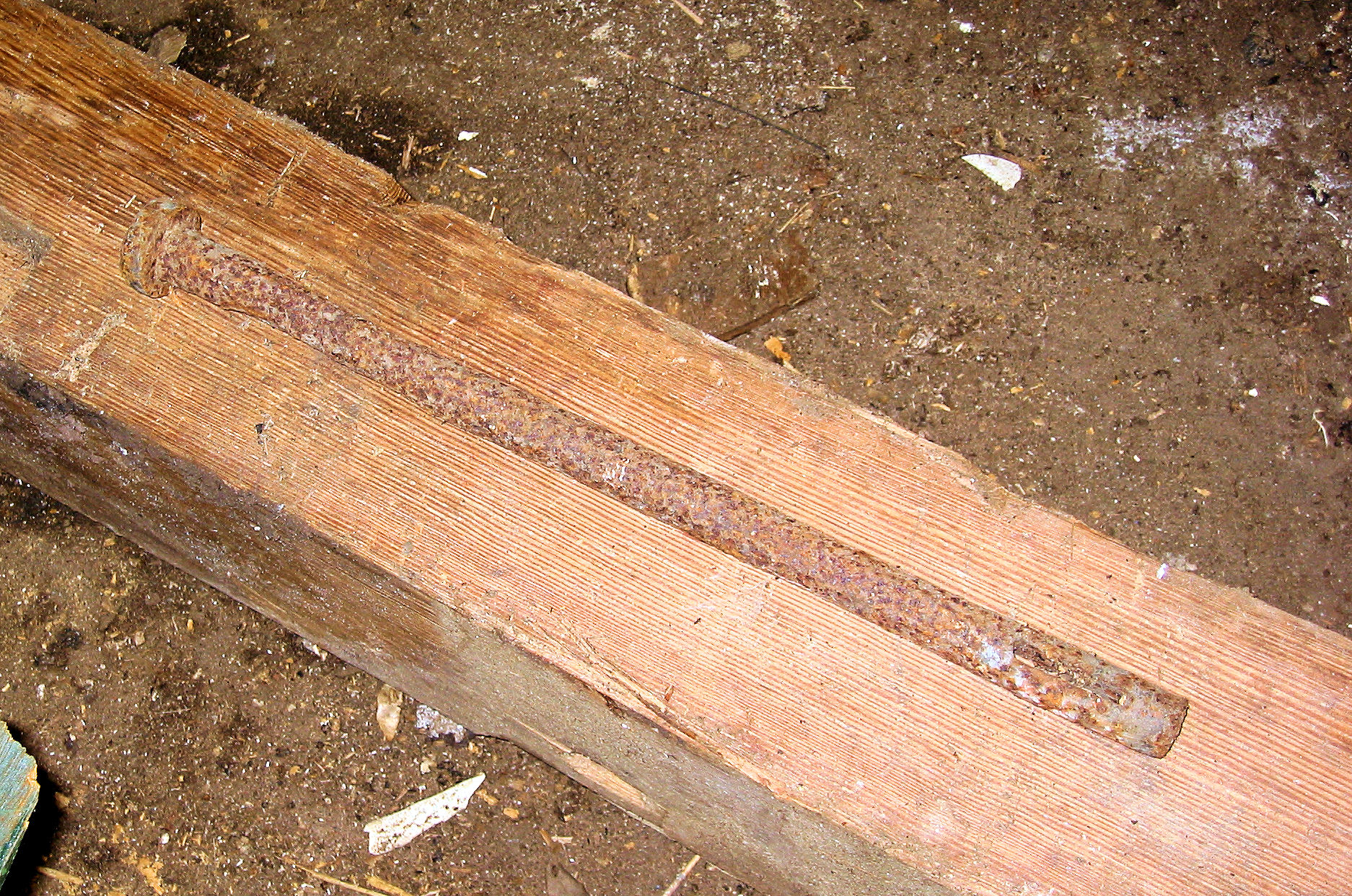
Spijlbout

Een spijlbout of spiebout is een bout met aan het eind een langwerpig gat of sleuf waardoorheen een scheer of luns wordt gestoken. Door het aanslaan van de scheer wordt de bout vastgetrokken. Om te voorkomen dat de scheer in het hout wordt getrokken en beschadigt zit er tussen het hout en de scheer een ijzeren ring. De spijlbout werd vroeger veel toegepast in onder andere windmolens. Het voordeel van een spijlbout is dat deze gemakkelijk weer losgemaakt kan worden. Een bout met een moer wil nogal eens vastgeroest zitten en daardoor moeilijk te verwijderen.
Een scharnierende spijlbout wordt tegen uitvallen geborgd met een luns. De luns blijft op zijn plek door de pootjes uit elkaar te buigen. Een scheer kan met een spijker vastgezet worden (zie foto).

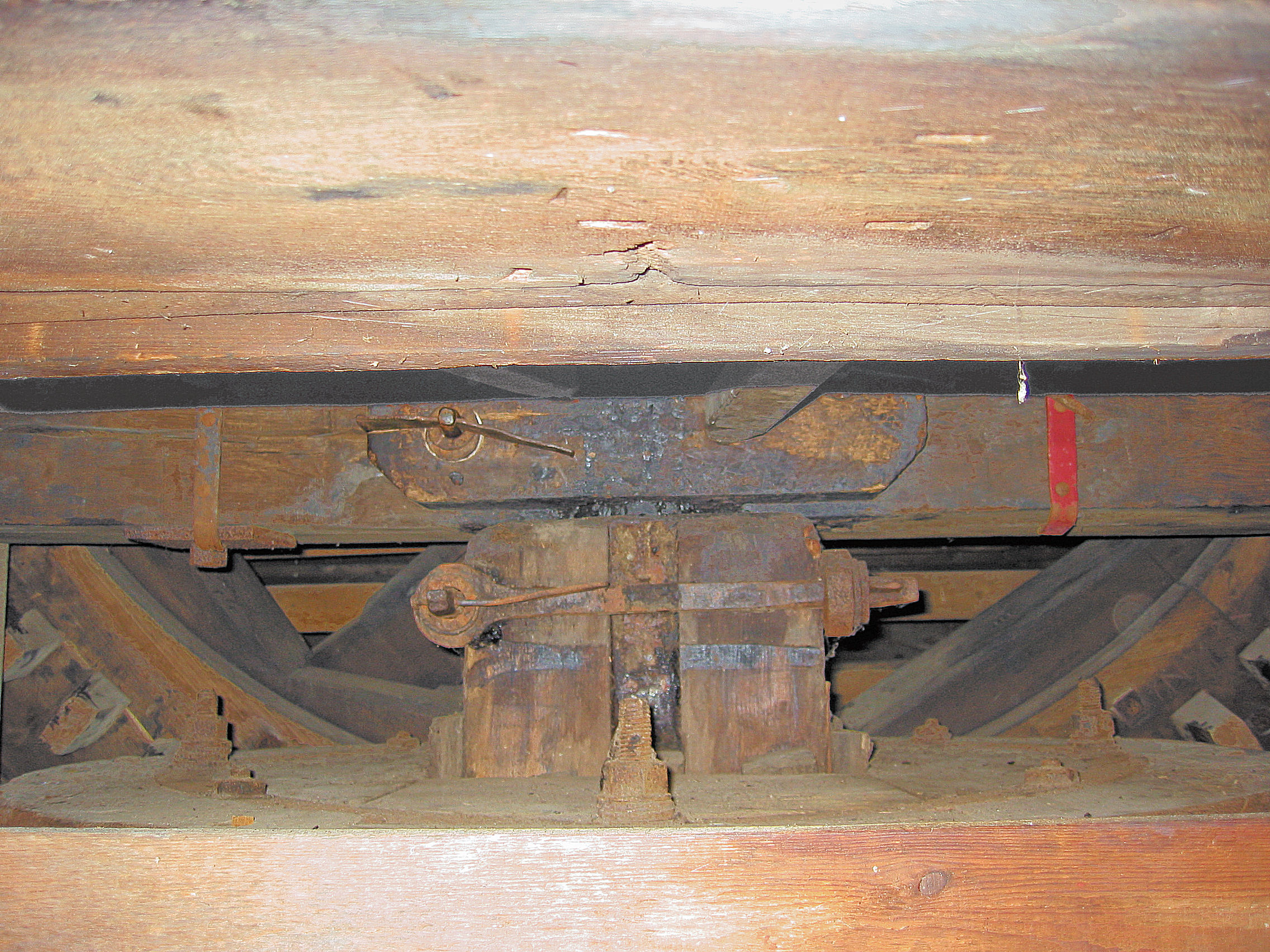
Spijlbout met scheer (boven de knuppelstrop)
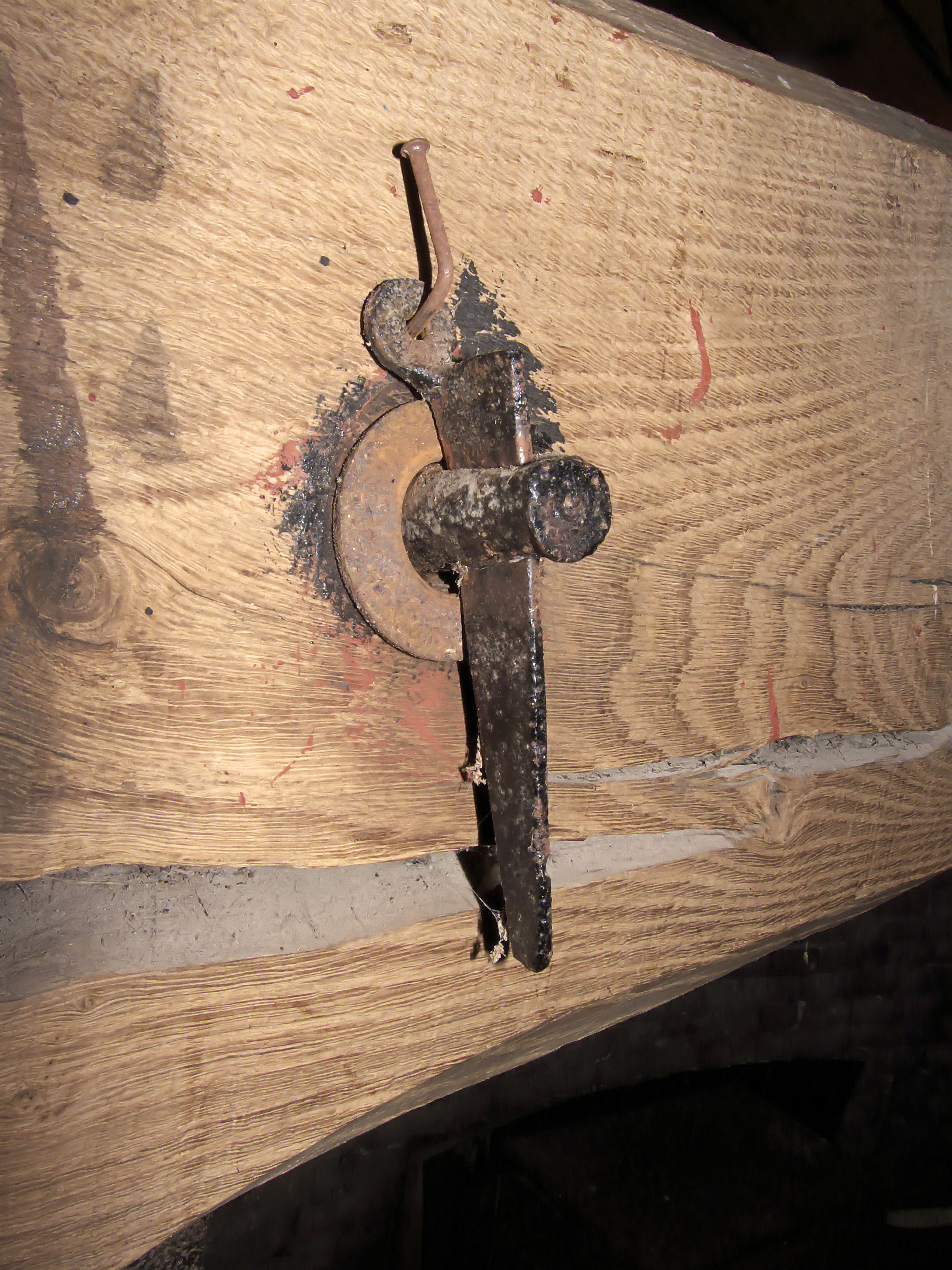
Spijlbout als scharnier tussen vangbalk en sabelijzer. Scheer door spijlbout geborgd met een spijker
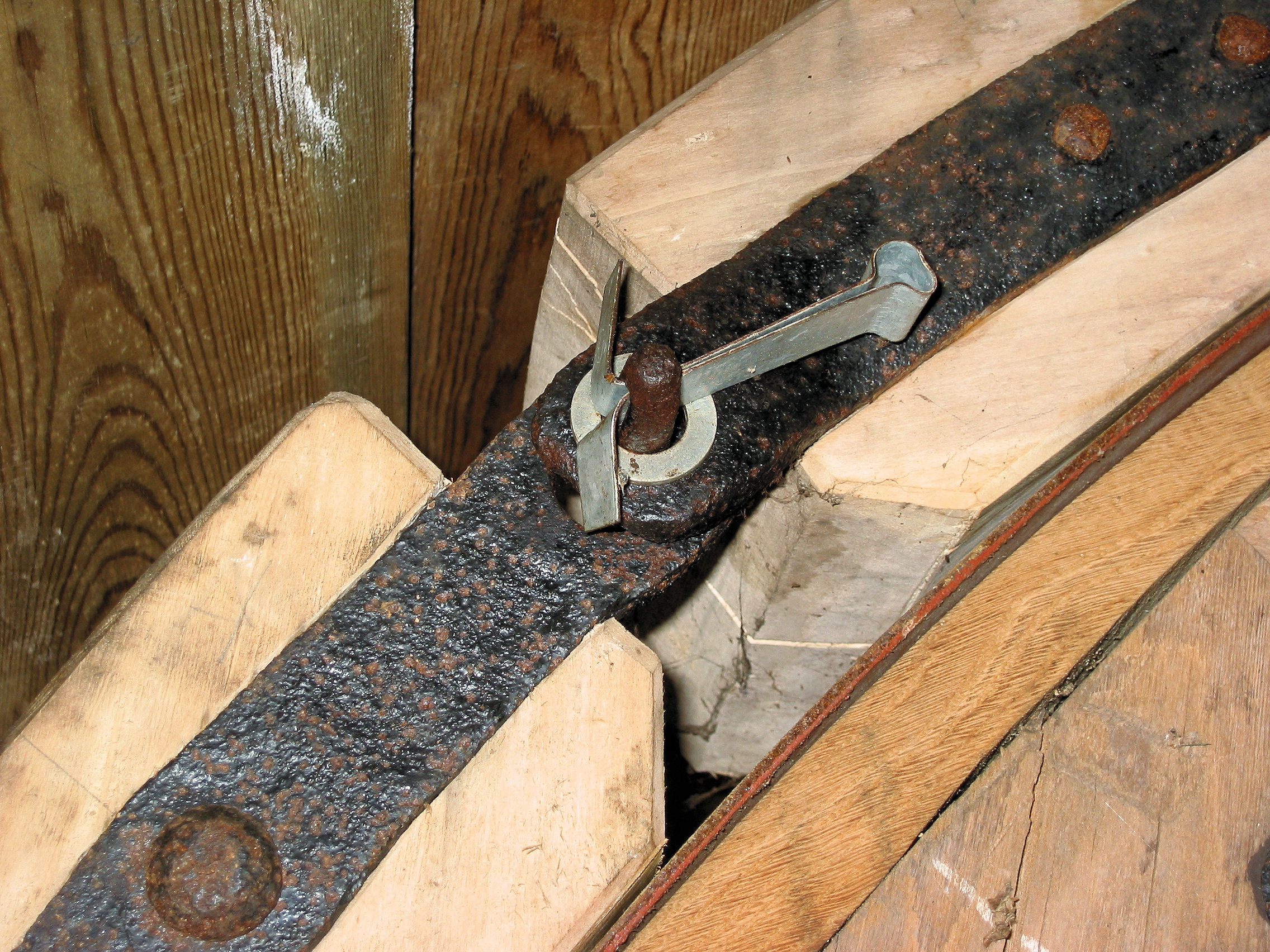
Spijlbout als scharnier tussen vangstukken geborgd met een luns